# Großsolt
Großsolt település Németországban, Schleswig-Holstein tartományban. Lakosainak száma 1797 fő (2023. december 31.). Großsolt Oeversee, Freienwill és Ausacker községekkel határos.

## Népesség
A település népességének változása:
| Lakosok száma | 1642 | 1771 | 1793 | 1766 | 1802 | 1797 |
|               | 1975 | 2017 | 2019 | 2021 | 2022 | 2023 |